# کلروفلوئورومتان
کلروفلوئورومتان (به انگلیسی: Chlorofluoromethane) با فرمول شیمیایی CH۲ClF یک ترکیب شیمیایی با شناسه پاب‌کم ۱۱۶۴۳ است. که جرم مولی آن 68.48 g/mol می‌باشد. شکل ظاهری این ترکیب، گاز است.